# Quang Tri

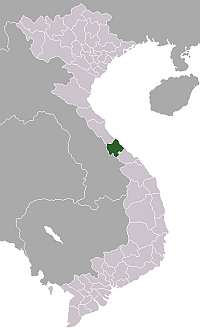
Mapa Vietnamu s vyznačeným Quang Binhem (provincie)

Quang Tri (vietnamsky Quảng Trị) je provincie ležící v severní části centrálního Vietnamu, mezi řekami Ben Hai a Dong Ha. Obyvatelstvo je převážně Vietnamské.
- Hlavní město: Dong Ha
- Rozloha: 4745,7 km²
- Počet obyvatel: 616.600
- Průměrná teplota: 23,4 °C

## Geografie
Provincie Quảng Trị leží v severní části centrálního Vietnamu, na severu sousedí s provincií Quang Binh na jihu s městem Hue, na západě hraničí s Laosem a na východě s mořem. Prakticky celou provincii, s výjimkou pobřeží, zabírá pohoří Annamite, které dosahuje výšky kolem 2000 metrů.

## Rozdělení
Quang Tri je rozdělení na dvě velká města (Dong Ha, Quang Tri města) a 8 krajů:
- Cam Lộ
- Cồn Cỏ
- Đa Krông
- Gio Linh
- Hải Lăng
- Hướng Hóa
- Triệu Phong
- Vĩnh Linh